# Nectriella lophocoleae
Nectriella lophocoleae är en svampart som beskrevs av C. Massal. 1895. Nectriella lophocoleae ingår i släktet Nectriella och familjen Bionectriaceae.   Inga underarter finns listade i Catalogue of Life.